# Теобальд Бем
Теобальд Бем (нім. Theobald Böhm; 9 квітня 1794, Мюнхен — 25 листопада 1881) — німецький інструментальний майстер, флейтист і композитор, творець сучасної поперечної флейти.

## Біографія
Народився 9 квітня 1794 року в Мюнхені в сім'ї майстрів Карла Фрідріха Бема й Анни Франціски, до шлюбу Зульцбахер, доньки придворного майстра галантереї. Він був старшим з 11 дітей. З дитинства його відрізняла від однолітків всебічна обдарованість. З 9 — 11 років він починає вивчати французьку та англійську мови, які, мабуть, непогано опанував, про що свідчить його листування на обох мовах в зрілому віці, а також латину. У 14-річному віці він працює в майстерні батька — робить ескізи і виготовляє ювелірні прикраси. Почав займатися музикою на флажолеті, в 16 років за зразком поперечної флейти Августа Грензера він створив свій перший інструмент з 4-ма клапанами.
Флейтист, соліст Мюнхенської придворної капели Йоганн Непомук Капеллер (нім. Johann Nepomuk Capeller), який мешкав з ним в одному будинку на мюнхенській вулиці Альтгаймерек, де Бем провів з невеликими перервами все своє життя, звернув увагу на обдарованого підлітка і займався з ним безкоштовно. А через 2 роки рекомендував його на місце 1-го флейтиста в оркестр Королівського театру «Ізартор» (нім. Königliche Isartor Theater) в Мюнхені, де розігрувалися музичні комедії та опери.
Одночасно з роботою в оркестрі експериментував з різними конструкціями флейти, пробував різноманітні матеріали від різних порід дерева до сплавів срібла, золота і нікелю, по-різному розміщував пальцеві отвори. Також Бем не покидав професію ювеліра.
З 1816 по 1818 роки гастролював у Швейцарії, а також в Страсбурзі. В Женеві працював на фабриці, освоюючи виготовлення музичних шкатулок. Там проявляється його дух винахідника — він створює машину, що дозволяє швидше вставляти сталеві штифти у валики музичних автоматів. Продовжуючи гастролювати в Німеччині, Австрії, Швейцарії, Бем набув популярності та почав непогано заробляти, але все-таки не достатньо для того, щоб прогодувати свою сім'ю.
У 1818 році Бем стає придворним флейтистом баварського короля. У 1820 році виконує свій Концерт G dur, присвячений Антону Бернгарду Фюрстенау — відомому флейтистові, флейтовому майстру, педагогу, автору методичних посібників та великої кількості творів для флейти.
Він здійснює також концертні поїздки в Лейпциг, Берлін, Ганновер, Відень, Прагу, в міста Італії та Швейцарії, в яких він як соліст має великий успіх. В одному з концертів він виступає поряд з Ніколо Паганіні та знаменитою співачкою Анджелікою Каталані.
У 1828 році, Бем разом з Рудольфом Греве, сином відомого Мангаймського майстра Андреаса Греве, відкриває власну флейтову майстерню, де виготовлялися інструменти з 8-9 клапанами (так звана модель Тромліца), які відрізнялись надзвичайною точністю.
У 1831 році під час поїздки в Лондон знайомиться з відомим англійським флейтистом Чарльзом Ніколсоном. Сила його звуку, яку сам Ніколсон пояснював величиною звукових отворів, надихнула Бема на безліч акустичних експериментів над інструментом. В Лондонській фабриці музичних інструментів він створює флейту з двома кільцевими клапанами (патентований винахід Нолана). Ця флейта стала хіба що прототипом пізньої моделі Бема. Тут же в англійських промисловців, багато з яких були його прихильниками, він знайомиться з технологією обробки залізних руд, яку він рекомендує своєму королю. Вимушений утримувати велику сім'ю, Бем працює тепер переважно інженером-металургом, але невтомно трудиться і в інших царинах. Паралельно йде створення флейт нової системи.
Через рік після поїздки в Англію, в 1832 році в Мюнхені була завершена розробка геніальної клапанної системи, яка надала інструментові безліч переваг перед старою флейтою та означала якісно новий етап її історії. Ця модель, ще мала, як й інші флейти того часу, обернено-конічну форму, — так звана флейта з кільцевими клапанами, за допомогою яких майстер геніально вирішив першу основну проблему — 9-ма пальцями закрити 13 звукових отворів і зробити доступною гру хроматичної гами, всіх тональностей і ланцюжки трелей тонами і півтонами (за малими винятками). Розташування отворів було визначено дослідним шляхом; до них додалося по одному для кожної руки. Також додався і один трельний важіль (2-й такий важіль ввів пізніше паризький майстер Луї Бюффе-молодший, він також встановив в 1838 році клапани на одну загальну, багаторазово зчеплену вісь та замінив плоскі пружини на голчасті). Основна ідея та головна особливість оригінального клапанного механізму Бема — система суцільно відкритих клапанів (крім клапана Dis), розташованих східцями хроматичної гами. У цьому його відмінність від так званої «французької системи», яка була аплікатурно компромісним варіантом між старою флейтою і флейтою Бема.
Наступного року Бем знову концертував Європою, і досяг визнання свого нового інструменту у Франції та Англії. Але ще довгих 15 років він наполегливо продовжував роботу. Перша модель багато в чому його ще не задовольняла. Серед її недоліків: контрастне звучання регістрів, труднощі звуковидобування у високому регістрі, приглушеність в нижньому. Згідно зі свідченням самого Теобальда Бема, його постійно турбував той факт, що серед всіх духових інструментів лише канал ствола флейти є перевернутий конус, що знаходиться в деякому протиріччі із законами акустики. Бем спробував «перевернути пропорції», тим самим переконавшись у правоті своїх міркувань. Одночасно прийшло усвідомлення і того, що навряд чи він досяг мети тільки емпіричним шляхом. «Тому я зважився закликати на допомогу науку», — пише Бем. Вивчав акустику в Мюнхенському університеті під керівництвом свого друга професора фізики, загальної геології, гірничої справи та металургії Карла Еміля фон Шафгойтля (нім. Karl Emil von Schafhäutl), з яким також розробив і запатентував новий метод плавлення залізної руди, а в наступні роки став автором ще декількох винаходів у цій галузі.
У 1834 році здійснив чергову поїздку до Франції, де на противагу Німеччині, його нова конструкція інструменту здобула набагато більшу поширеність. Співдружність Бема і Шафгойтля та багаторічна робота увінчалися створенням циліндричної флейти з конічно-параболічним головним коліном 1847 року — другою моделлю Бема. Від форми головного коліна, як вважають флейтові майстри, на 90 % залежить тембр і насиченість звучання. І хоча скорочення діаметра і параболічна крива ледь помітні на око, знайдену Бемом форму можна вважати випадковою — це результат довгих пошуків. Бем розрахував також оптимальні мензури — співвідношення довжини і діаметру корпусу інструменту та розміри і остаточне розташування отворів. Він довго не міг вирішити, якому матеріалу віддати перевагу. Нарешті, найкращим, що сприяє найбільш світлому і барвистому звучанню флейти, вважав срібло. І в наші дні більшість флейтистів грає на срібних інструментах. Флейта 1847 року втілила в собі основні ідеї, в яких полягав здійснений Бемом переворот в історії дерев'яних духових інструментів. Але і пізніше майстер продовжував удосконалювати інструмент. Зокрема, у 1847 році запатентував систему розташування клапанів, а в 1851 році представив флейту Бема на виставці в Лондоні. Бем продав ліцензії на виготовлення свого нового інструменту великим європейським флейтові майстрам — англ. Rudal, Carte and Rose в Англії, Годфруа Ене і Луї Лота у Франції, та іншим — таким чином новий інструмент почав завойовувати Європу.
Інструмент Бема був високо оцінений, і в 1855 році паризьке журі присудило йому Золоту медаль Всесвітньої виставки. Але відомий також і той факт, що Паризька консерваторія, наприклад, ввела навчання на флейті Бема лише в 1893 році, тобто через 12 років після смерті винахідника, причиною чого був опір деяких флейтистів, які не бажали освоювати новий для них інструмент.

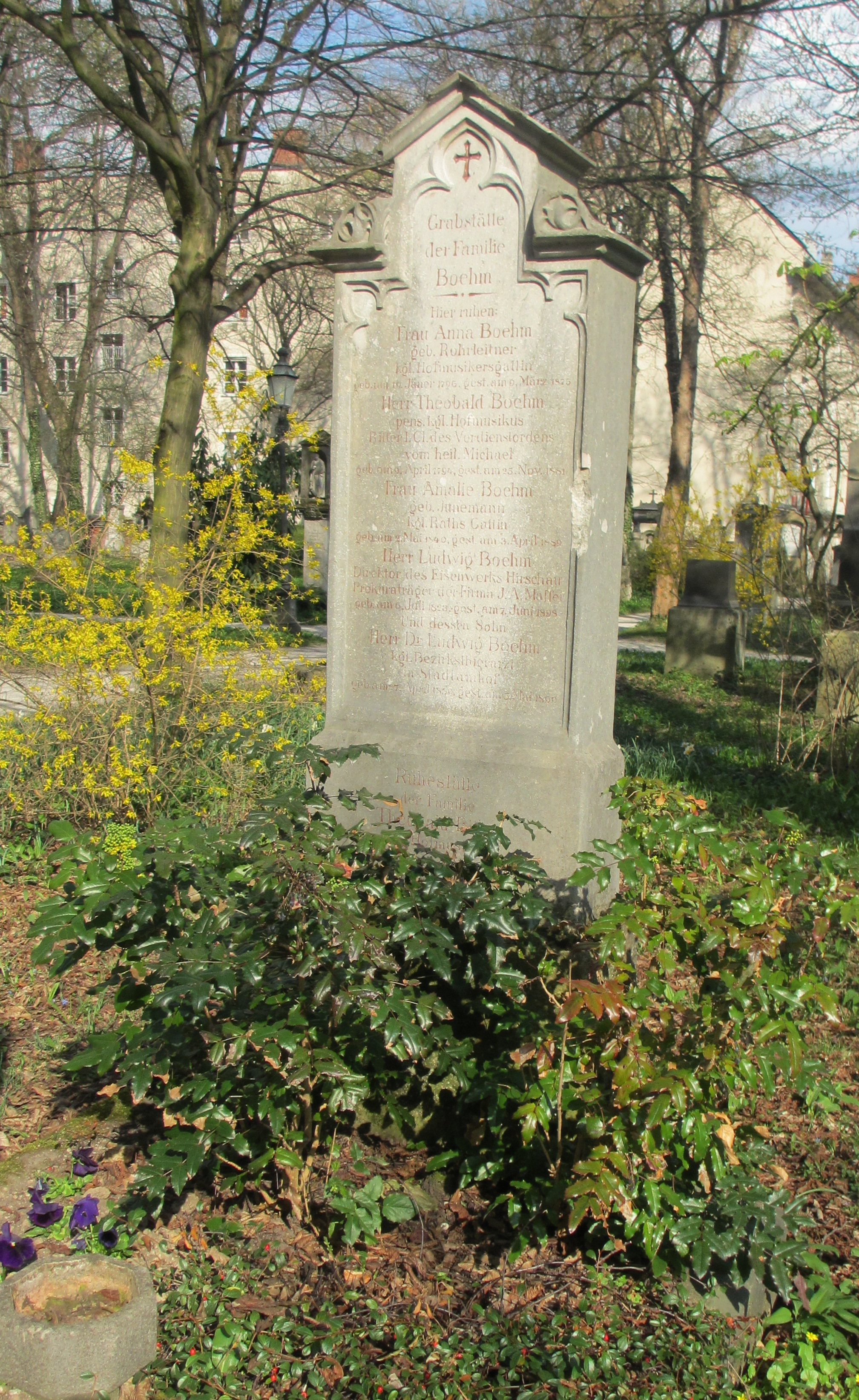
Могила Теобальда Бема на Старому південному цвинтарі в Мюнхені

У 1860 році, вже в похилому віці, розробив новий інструмент — альтову флейту з механікою системи Бема. У 1860-ті роки (як, втім, і раніше, про що говорять окремі не надто вдалі екземпляри з циліндричним перетином стовбура) Бем, за свідченням деяких авторів, працював разом з Мендлером над удосконаленням флейти-піколо, але, на жаль, робота не просунулася далі дослідних зразків. Він рекомендував Молленгауеру, який працював у 1862 році в його майстерні, продовжувати цю роботу.
Згодом клапанна система Бема стала невід'ємною частиною конструкції флейти-піколо, а кращі ідеї клапанного механізму були запозичені майстрами всіх інших інструментів групи дерев'яних духових, включаючи і саксофон. З 1862 року вів більш відокремлений спосіб життя, передавши майстерню своєму помічникові Мендлерові.
За довгі роки його діяльності у нього було більше 100 учнів — як в Німеччині, так і за її межами, в тому числі й за океаном — майстрів музичних інструментів і флейтистів-виконавців.
Ним написано також кілька робіт з різних питань флейтового будівництва та виконавства. Найбільш відомі: «Die Flöte und das Flötenspiel in akustischer, technischer und artistischer Beziehung», Мюнхен 1871 рік, Лейпциг 1929 («Флейта і гра на ній в акустичному, технічному та художньому відношенні»); «Über den Flötenbau und die neuesten Verbesserungen desselben», Майнц, Мюнхен 1847 («Про виготовлення флейт та його новітнє удосконалення»).
За життя Теобальд Бем був шанованим композитором, але згодом його твори були забуті. Лише в кінці XX ст. відродився інтерес до його блискучих і витончених творів. Його юність припала на епоху класицизму, а розквіт творчості збігся з епохою романтизму. Часто в творчості він використовував мелодії Бетховена, Гайдна, Моцарта, Россіні, Шуберта, Мендельсона, Вебера, Паїзієлло, Карафи, також німецькі, швейцарські, шотландські та тірольські теми.
Помер 25 листопада 1881 року, у віці 87 років. Теобальд Бем похований на Старому південному цвинтарі Мюнхена (ділянка 12, ряд 10, місце 5/6).

## Сім'я та нащадки
У Теобальда Бема була одна неодружена донька, сім одружених синів та 54 онука. Нині численні нащадки проживають в багатьох країнах світу.
Одна з них, праправнучка Катаріна Бем є флейтисткою Лейпцигського симфонічного оркестру.
Праправнук Людвіг Бем, філолог за освітою, останніми десятиріччями займається увічненням пам'яті про свого знаменитого предка. Він збирає та публікує книги і статті про нього, присвячені йому музичні твори, листи і ноти творів Теобальда Бема, інструментознавчі дослідження, пропагує флейти оригінальної системи Бема (так званої німецької системи — з відкритим клапаном соль-дієз), веде активну переписку з музикантами різних країн, бере активну участь в організації у Мюнхені Міжнародних конкурсів флейтистів ім. Теобальда Бема, що відбуваються раз в п'ять років.

## Інші винаходи
Йому належать удосконалення в царині виготовлення музичних шкатулок, виготовлення фортеп'яно, металургії, передачі енергії у ротаційних машинах, відведення і спалювання доменного газу. Він винайшов також безпечну (в плані захисту від іскор) локомотивну трубу та оптичний прилад для локалізації пожеж. Його винаходи засвідчені патентами, відзначені орденами та медалями.

## Композиторська творчість
Список виданих творів:
- Концерт G dur для флейти з оркестром, тв.1
- «Nel Cor Piu» — Інтродукція та варіації на тему Паїзієлло для флейти і фортеп'яно, тв.4 (перше видання 1850)
- Полонез «Карафа» для флейти і фортеп'яно, тв. 8
- Інтродукція та варіації на тему з опери Вебера «Вільний стрілець» для флейти і фортеп'яно, тв.9 (1830)
- Фантазія на шотландські теми для флейти і фортеп'яно (1830)
- Дивертисмент для флейти і фортеп'яно, тв. 11
- 12 великих етюдів для флейти, тв.15
- Великий полонез для флейти і фортеп'яно, тв.16
- «Air Suisse» Блискучі варіації для флейти і фортеп'яно, тв.20
- «Le Desir» — Варіації на тему вальсу Шуберта, тв.21
- Варіації на тему німецької пісні «Du, Du, liegst mir am Herzen» для флейти і фортеп'яно, тв.22
- 24 каприси для флейти, тв.26 (1852)
- «Альпійський сувенір» — 6 салонних п'єс для флейти і фортеп'яно, тв.27—32 (1853)
- Етюд-лендлер для флейти і фортеп'яно, тв.32
- 24 мелодійних етюди для флейти, тв.37 (1863)
- «Елегія» для флейти і фортеп'яно, тв.47 (1881)